# 福森直也
福森 直也（ふくもり なおや、 1992年8月29日 - ）は、 大阪府吹田市出身のプロサッカー選手。Jリーグ・FC今治所属。登録ポジションはディフェンダー。マネジメント会社はジェブエンターテイメント。

## 来歴

### プロ入り前
小学校1年次に友人の誘いによりサッカーを始め、地元・大阪府吹田市のジュニアチームでプレー。中学進学時にガンバ大阪ジュニアユースのセレクションを受けるが落選。その後、小学校最後の大会時にセレッソ大阪から声が掛かり、U-15チームに入団した（同期に杉本健勇、河田篤秀など）。ただ殆ど試合出場機会は無く、チームを辞めようと考えた時期もあったが、親に説得された事もあり卒業までプレーを続けた。高校進学時は幾つかあったオファーの中、C大阪U-15時代の先輩が在学していた金光大阪高校への進学を選択。同校サッカー部ではキャプテンを務め、2009年、2010年と2年連続でインターハイ出場を果たした。
2011年、「天皇杯に一番出場し易いと思った」という理由 から関西学院大学に進学し、体育会サッカー部に入部。3回生次に関西学生サッカーリーグ優秀選手賞を受賞。4回生次は高校時代に引き続きキャプテンを務めた。大学サッカーにおいての最高成績は2014年の全日本大学サッカー選手権大会での準優勝（優勝は流通経済大学）であったが、2012年 - 2014年と3年連続で天皇杯出場を果たし、2014年にはJ1リーグ所属のヴィッセル神戸に勝利を挙げ、3回戦進出を果たした。

### 大分トリニータ
2015年、J2・大分トリニータに加入。開幕戦の讃岐戦でスタメン出場を果たしたが、64分で途中交代すると翌節からはスタメンから外れ、第8節・大宮戦にスタメン出場をした以外は出場機会無くシーズンを終えた。
2016年は大分のJ3リーグ降格に伴い同リーグでプレー。序盤はベンチを温める機会が多かったが、第9節・FC東京U-23戦でスタメン出場を果たすと、以降シーズン終了まで同期の鈴木義宜と共に、4バックシステムのセンターバックをメインポジションとして全試合にスタメン出場し大分のJ3優勝と1年でのJ2復帰に貢献した。同年12月に開催されたJリーグアウォーズにおいてJ3MYアウォーズのベストイレブンに選出された。
2017年はプレーカテゴリが再びJ2に戻った。システムが4バックから3バックへと変更され、後方からのビルドアップスタイルを構築するチームの中で、レフティーの利点を生かし守備のみならず、最終ラインからの斜めのクサビや、フィードによる攻撃参加で戦術遂行に貢献。負傷時を除き、年間を通じて3バックの左CBとしてスタメンを守り切り、公式戦計39試合に出場した。
2018年は第18節 - 第22節にかけて欠場したものの、それ以外では過去2年と同様に先発出場を続けリーグ戦37試合に出場。シーズン2位となりJ1昇格を果たしたチームの中で、安定感のあるパフォーマンスを発揮した。
2019年は自身初のJ1でのプレーとなった。開幕戦からスタメン出場を続け、第3節・磐田戦では後藤優介の決勝点をクロスでアシストするなど 活躍を続けていたが、第10節・鳥栖戦からはスタメンから外れ、その後はリーグカップと天皇杯の出場のみに留まった。

### 清水エスパルス
2019年7月31日、清水エスパルスへの完全移籍が発表された。

### ベガルタ仙台
2021年8月5日にベガルタ仙台への完全移籍が発表された。
2023年12月6日に契約満了を発表。

### FC今治
2023年12月22日、FC今治の移籍が発表された。

## 所属クラブ
- 吹田千里FC（吹田市立高野台小学校[18]）
- 2005年 - 2007年 セレッソ大阪U-15
- 2008年 - 2010年 金光大阪高校
- 2011年 - 2014年 関西学院大学（人間福祉学部[19]）
- 2015年 - 2019年7月 大分トリニータ
- 2019年8月 - 2021年8月 清水エスパルス
- 2021年8月 - 2023年 ベガルタ仙台
- 2024年 - FC今治

## 個人成績
| 国内大会個人成績 | 国内大会個人成績 | 国内大会個人成績 | 国内大会個人成績 | 国内大会個人成績 | 国内大会個人成績 | 国内大会個人成績 | 国内大会個人成績 | 国内大会個人成績 | 国内大会個人成績 | 国内大会個人成績 | 国内大会個人成績 |
| 年度             | クラブ           | 背番号           | リーグ           | リーグ戦         | リーグ戦         | リーグ杯         | リーグ杯         | オープン杯       | オープン杯       | 期間通算         | 期間通算         |
| 年度             | クラブ           | 背番号           | リーグ           | 出場             | 得点             | 出場             | 得点             | 出場             | 得点             | 出場             | 得点             |
| 日本             | 日本             | 日本             | 日本             | リーグ戦         | リーグ戦         | リーグ杯         | リーグ杯         | 天皇杯           | 天皇杯           | 期間通算         | 期間通算         |
| ---------------- | ---------------- | ---------------- | ---------------- | ---------------- | ---------------- | ---------------- | ---------------- | ---------------- | ---------------- | ---------------- | ---------------- |
| 2012             | 関学大           | 16               | -                | -                | -                | -                | -                | 1                | 0                | 1                | 0                |
| 2013             | 関学大           | 2                | -                | -                | -                | -                | -                | 1                | 0                | 1                | 0                |
| 2014             | 関学大           | 4                | -                | -                | -                | -                | -                | 3                | 0                | 3                | 0                |
| 2015             | 大分             | 6                | J2               | 2                | 0                | -                | -                | 1                | 0                | 3                | 0                |
| 2016             | 大分             | 6                | J3               | 24               | 1                | -                | -                | 1                | 0                | 25               | 1                |
| 2017             | 大分             | 6                | J2               | 38               | 0                | -                | -                | 1                | 0                | 39               | 0                |
| 2018             | 大分             | 6                | J2               | 37               | 0                | -                | -                | 0                | 0                | 37               | 0                |
| 2019             | 大分             | 6                | J1               | 9                | 0                | 2                | 0                | 1                | 0                | 12               | 0                |
| 2019             | 清水             | 29               | J1               | 0                | 0                | -                | -                | -                | -                | 0                | 0                |
| 2020             | 清水             | 29               | J1               | 0                | 0                | 2                | 0                | -                | -                | 2                | 0                |
| 2021             | 清水             | 29               | J1               | 9                | 0                | 8                | 1                | 2                | 0                | 19               | 1                |
| 2021             | 仙台             | 3                | J1               | 13               | 0                | -                | -                | -                | -                | 13               | 0                |
| 2022             | 仙台             | 3                | J2               | 13               | 0                | -                | -                | 1                | 0                | 14               | 0                |
| 2023             | 仙台             | 3                | J2               | 14               | 0                | -                | -                | 2                | 0                | 16               | 0                |
| 2024             | 今治             | 3                | J3               | 29               | 0                | 0                | 0                | 0                | 0                | 29               | 0                |
| 2025             | 今治             | 3                | J2               |                  |                  |                  |                  |                  |                  |                  |                  |
| 通算             | 日本             | 日本             | J1               | 31               | 0                | 12               | 1                | 3                | 0                | 46               | 1                |
| 通算             | 日本             | 日本             | J2               | 104              | 0                | -                | -                | 5                | 0                | 109              | 0                |
| 通算             | 日本             | 日本             | J3               | 53               | 1                | -                | -                | 1                | 0                | 54               | 1                |
| 通算             | 日本             | 日本             | 他               | -                | -                | -                | -                | 5                | 0                | 5                | 0                |
| 総通算           | 総通算           | 総通算           | 総通算           | 188              | 1                | 12               | 1                | 14               | 0                | 214              | 2                |

出場歴
- Jリーグ初出場 - 2015年3月8日 J2 第1節 カマタマーレ讃岐戦（香川県立丸亀競技場）
- Jリーグ初得点 - 2016年6月5日 J3 第5節 福島ユナイテッドFC戦（大分銀行ドーム）

## タイトル

### クラブ
関西学院大学
- 兵庫県サッカー選手権大会：3回（2012年、2013年、2014年）

大分トリニータ
- J3リーグ：1回（2016年）

### 個人
- J3リーグMYアウォーズ ベストイレブン：1回（2016年[9]）

## 代表・選抜歴
- 関西選抜
  - デンソーカップサッカー（2013年 - 2014年）